# وستون آندروود، دربی‌شر
وستون آندروود (به انگلیسی: Weston Underwood) یک روستا و محله مدنی در بریتانیا است که در دره امبر واقع شده‌است. وستون آندروود ۳۷۴ نفر جمعیت دارد.